# エジソン・バルボーザ
エジソン・バルボーザ（Edson Barboza、1986年1月21日 - ）は、ブラジルの男性総合格闘家。リオデジャネイロ州ノヴァフリブルゴ出身。アメリカン・トップチーム/ヒカルド・アルメイダBJJ所属。元ROCライト級王者。エドソン・バルボーザとも表記される。

## 来歴
8歳からムエタイを始め戦績は28戦25勝（22KO）3敗。
2009年1月にアメリカ合衆国フロリダ州に移り、エルメス・フランカが主宰するジ・アーモリーに入門した。
2009年4月17日、23歳2か月でプロ総合格闘技デビュー。アメリカのローカル大会で6戦全勝を記録した。

### ROC
2010年6月11日、Ring of Combat 30のライト級王座決定戦でマルセロ・ジキッチと対戦し、ローキックで1RTKO勝ちを収め王座獲得に成功した。
2010年9月24日、Ring of Combat 31でミハイル・マリューチンと王座防衛戦で対戦予定であったが、UFCと契約したため欠場した。

### UFC
2010年11月20日、UFC初参戦となったUFC 123でマイク・ルーローと対戦し、右ローキックで3RTKO勝ち。当初はダレン・エルキンスと対戦予定であったが、負傷欠場により対戦相手が変更された。
2011年3月19日、UFC 128でアンソニー・ヌジョクアニと対戦し、3-0の判定勝ち。ファイト・オブ・ザ・ナイトを受賞した。
2011年8月27日、UFC 134でロス・ピアソンと対戦し、2-1の判定勝ち。2試合連続のファイト・オブ・ザ・ナイトを受賞した。
2012年1月14日、UFC 142でテリー・エティムと対戦し、右ホイールキックで3R失神KO勝ち。ノックアウト・オブ・ザ・ナイトおよび3試合連続のファイト・オブ・ザ・ナイトを受賞した。
2012年5月26日、UFC 146でジェイミー・ヴァーナーと対戦し、右ストレートでダウンを奪われパウンドで1RTKO負け。キャリア11戦目で初黒星となった。
2013年12月14日、UFC on FOX 9でダニー・カスティーリョと対戦し、2-0の判定勝ち。ファイト・オブ・ザ・ナイトを受賞した。
2014年4月19日、UFC on FOX 11でライト級ランキング8位のドナルド・セラーニと対戦し、リアネイキドチョークで1R一本負け。
2014年11月22日、UFC Fight Night: Edgar vs. Swansonでライト級ランキング7位のボビー・グリーンと対戦し、3-0の判定勝ち。
2015年2月22日、UFC Fight Night: Bigfoot vs. Mirでライト級ランキング12位のマイケル・ジョンソンと対戦し、0-3の判定負け。
2015年7月25日、UFC on FOX 16でポール・フェルダーと対戦し、3-0の判定勝ち。ファイト・オブ・ザ・ナイトを受賞した。
2015年12月11日、The Ultimate Fighter 22 Finaleでライト級ランキング7位のトニー・ファーガソンと対戦し、ダースチョークで2R一本負け。敗れはしたものの、ファイト・オブ・ザ・ナイトを受賞した。
2016年4月23日、UFC 197でライト級ランキング3位のアンソニー・ペティスと対戦し、3-0の判定勝ち。
2017年3月11日、UFC Fight Night: Belfort vs. Gastelumでライト級ランキング9位のベニール・ダリウシュと対戦。2Rにタックルを仕掛けたダリウシュにカウンターの跳び膝蹴りでKO勝ち。パフォーマンス・オブ・ザ・ナイトを受賞した。
2017年12月30日、UFC 219でライト級ランキング2位のハビブ・ヌルマゴメドフと対戦し、0-3の判定負け。
2018年4月21日、UFC Fight Night: Barboza vs. Leeでライト級ランキング6位のケビン・リーと対戦し、5RにドクターストップでTKO負け。自身初の連敗を喫した。
2018年12月15日、UFC on FOX 31でライト級ランキング14位のダン・フッカーと対戦し、左ボディーブローで3RKO勝ち。
2019年3月31日、UFC on ESPN: Barboza vs. Gaethjeでライト級ランキング8位のジャスティン・ゲイジーと対戦し、右フックで1RKO負け。敗れはしたものの、ファイト・オブ・ザ・ナイトを受賞した。
2019年9月7日、UFC 242でライト級ランキング10位のポール・フェルダーと対戦し、1-2の判定負け。海外のMMAメディアサイトの採点では16人中13人の記者がバルボーザの勝利を支持した。
2020年5月16日、フェザー級転向初戦となったUFC on ESPN: Overeem vs. Harrisでフェザー級ランキング15位のダン・イゲと対戦し、1-2の判定負け。海外のMMAメディアサイトの採点では18人中16人の記者がバルボーザの勝利を支持した。
2021年5月15日、UFC 262でフェザー級ランキング9位のシェーン・ブルゴスと対戦。序盤から激しい打撃戦を繰り広げ、3Rに右フックでダウンを奪いパウンドでTKO勝ち。ファイト・オブ・ザ・ナイトを受賞した。
2021年8月28日、UFC on ESPN: Barboza vs. Chikadzeでフェザー級ランキング10位のギガ・チカゼと対戦し、左フックで3RTKO負け。
2022年3月5日、UFC 272でフェザー級ランキング11位のブライス・ミッチェルと対戦し、0-3の判定負け。
2023年4月15日、UFC on ESPN: Holloway vs. Allenでビリー・クアランティーロと対戦し、タックルにあわせたカウンターの右膝蹴りで1RKO勝ち。パフォーマンス・オブ・ザ・ナイトを受賞した。
2023年10月14日、UFC Fight Night: Yusuff vs. Barbozaでフェザー級ランキング11位のソディック・ユサフと対戦し、3-0の5R判定勝ち。ファイト・オブ・ザ・ナイトを受賞した。

## 人物・エピソード
- 既婚者であり、一男一女を設けている。

## 戦績
| 総合格闘技 戦績 | 総合格闘技 戦績 | 総合格闘技 戦績 | 総合格闘技 戦績 | 総合格闘技 戦績 | 総合格闘技 戦績 | 総合格闘技 戦績 |
| --------------- | --------------- | --------------- | --------------- | --------------- | --------------- | --------------- |
| 37 試合         | (T)KO           | 一本            | 判定            | その他          | 引き分け        | 無効試合        |
| 24 勝           | 14              | 1               | 9               | 0               | 0               | 0               |
| 13 敗           | 4               | 2               | 7               | 0               | 0               | 0               |

| 勝敗 | 対戦相手                 | 試合結果                               | 大会名                                                      | 開催年月日     |
| ×    | ドラッカー・クロース     | 5分3R終了 判定0-3                      | UFC 319: du Plessis vs. Chimaev                             | 2025年8月16日  |
| ×    | リローン・マーフィー     | 5分5R終了 判定0-3                      | UFC Fight Night: Barboza vs. Murphy                         | 2024年5月18日  |
| ○    | ソディック・ユサフ       | 5分5R終了 判定3-0                      | UFC Fight Night: Yusuff vs. Barboza                         | 2023年10月14日 |
| ○    | ビリー・クアランティーロ | 1R 2:37 KO（右膝蹴り）                 | UFC on ESPN 44: Holloway vs. Allen                          | 2023年4月15日  |
| ×    | ブライス・ミッチェル     | 5分3R終了 判定0-3                      | UFC 272: Covington vs. Masvidal                             | 2022年3月5日   |
| ×    | ギガ・チカゼ             | 3R 1:44 TKO（左フック）                | UFC on ESPN 30: Barboza vs. Chikadze                        | 2021年8月28日  |
| ○    | シェーン・ブルゴス       | 3R 1:16 TKO（右フック→パウンド）       | UFC 262: Oliveira vs. Chandler                              | 2021年5月15日  |
| ○    | マクワン・アミルカーニ   | 5分3R終了 判定3-0                      | UFC Fight Night: Moraes vs. Sandhagen                       | 2020年10月11日 |
| ×    | ダン・イゲ               | 5分3R終了 判定1-2                      | UFC on ESPN 8: Overeem vs. Harris                           | 2020年5月16日  |
| ×    | ポール・フェルダー       | 5分3R終了 判定1-2                      | UFC 242: Khabib vs. Poirier                                 | 2019年9月7日   |
| ×    | ジャスティン・ゲイジー   | 1R 2:30 KO（右フック）                 | UFC on ESPN 2: Barboza vs. Gaethje                          | 2019年3月31日  |
| ○    | ダン・フッカー           | 3R 2:19 KO（左ボディーブロー）         | UFC on FOX 31: Lee vs. Iaquinta 2                           | 2018年12月15日 |
| ×    | ケビン・リー             | 5R 2:18 TKO（ドクターストップ）        | UFC Fight Night: Barboza vs. Lee                            | 2018年4月21日  |
| ×    | ハビブ・ヌルマゴメドフ   | 5分3R終了 判定0-3                      | UFC 219: Cyborg vs. Holm                                    | 2017年12月30日 |
| ○    | ベニール・ダリウシュ     | 2R 4:35 KO（右跳び膝蹴り）             | UFC Fight Night: Belfort vs. Gastelum                       | 2017年3月11日  |
| ○    | ギルバート・メレンデス   | 5分3R終了 判定3-0                      | UFC on FOX 20: Holm vs. Shevchenko                          | 2016年7月23日  |
| ○    | アンソニー・ペティス     | 5分3R終了 判定3-0                      | UFC 197: Jones vs. St. Preux                                | 2016年4月23日  |
| ×    | トニー・ファーガソン     | 2R 2:54 ダースチョーク                 | The Ultimate Fighter 22 Finale                              | 2015年12月11日 |
| ○    | ポール・フェルダー       | 5分3R終了 判定3-0                      | UFC on FOX 16: Dillashaw vs. Barao 2                        | 2015年7月25日  |
| ×    | マイケル・ジョンソン     | 5分3R終了 判定0-3                      | UFC Fight Night: Bigfoot vs. Mir                            | 2015年2月22日  |
| ○    | ボビー・グリーン         | 5分3R終了 判定3-0                      | UFC Fight Night: Edgar vs. Swanson                          | 2014年11月22日 |
| ○    | エヴァン・ダナム         | 1R 3:06 TKO（右ミドルキック→パウンド） | UFC Fight Night: Cowboy vs. Miller                          | 2014年7月16日  |
| ×    | ドナルド・セラーニ       | 1R 3:15 リアネイキドチョーク           | UFC on FOX 11: Werdum vs. Browne                            | 2014年4月19日  |
| ○    | ダニー・カスティーリョ   | 5分3R終了 判定2-0                      | UFC on FOX 9: Johnson vs. Benavidez 2                       | 2013年12月14日 |
| ○    | ハファエロ・オリヴェイラ | 2R 1:44 TKO（右ローキック）            | UFC 162: Silva vs. Weidman                                  | 2013年7月6日   |
| ○    | ルーカス・マルチンス     | 1R 2:38 TKO（棄権）                    | UFC on FX 7: Belfort vs. Bisping                            | 2013年1月19日  |
| ×    | ジェイミー・ヴァーナー   | 1R 3:23 TKO（右ストレート→パウンド）   | UFC 146: dos Santos vs. Mir                                 | 2012年5月26日  |
| ○    | テリー・エティム         | 3R 2:02 KO（右ホイールキック）         | UFC 142: Aldo vs. Mendes                                    | 2012年1月14日  |
| ○    | ロス・ピアソン           | 5分3R終了 判定2-1                      | UFC 134: Silva vs. Okami                                    | 2011年8月27日  |
| ○    | アンソニー・ヌジョクアニ | 5分3R終了 判定3-0                      | UFC 128: Shogun vs. Jones                                   | 2011年3月19日  |
| ○    | マイク・ルーロー         | 3R 0:26 TKO（右ローキック）            | UFC 123: Rampage vs. Machida                                | 2010年11月20日 |
| ○    | マルセロ・ジキッチ       | 1R 3:01 TKO（ローキック）              | Ring of Combat 30 【ROCライト級王座決定戦】                 | 2010年6月11日  |
| ○    | ホセ・フィゲロア         | 1R 3:55 KO（パンチ）                   | Renaissance MMA 16 【RenaissanceMMAライト級タイトルマッチ】 | 2010年3月5日   |
| ○    | ナビハ・バラカート       | 1R 1:09 KO（パンチ連打）               | Ring of Combat 28                                           | 2010年2月19日  |
| ○    | リー・キング             | 1R 2:04 スピニングチョーク             | Renaissance MMA 15 【RenaissanceMMAライト級タイトルマッチ】 | 2009年11月20日 |
| ○    | リー・キング             | 2R 1:14 KO（パンチ連打）               | Renaissance MMA 12 【RenaissanceMMAライト級タイトルマッチ】 | 2009年6月13日  |
| ○    | アーロン・ステッドマン   | 1R 3:34 TKO（パンチ連打）              | Real FC 17: Street Kings                                    | 2009年4月17日  |

## 獲得タイトル
- Renaissance MMAライト級王座（2009年）
- 第3代ROCライト級王座（2010年）

## 表彰
- UFC ファイト・オブ・ザ・ナイト（9回）
- UFC ノックアウト・オブ・ザ・ナイト（1回）
- UFC パフォーマンス・オブ・ザ・ナイト（2回）
- UFC ノックアウト・オブ・ザ・イヤー（2012年）
- SHERDOG ノックアウト・オブ・ザ・イヤー（2012年）